# Bourton-on-the-Water
Bourton-on-the-Water is een civil parish in het oosten van Gloucestershire. Het dorp is gelegen in de Cotswolds aan het riviertje de Windrush, dat hier door een reeks lage boogbruggen wordt overspannen. Dankzij dit dorpsbeeld staat Bourton-on-the-Water bekend als het Venetië van de Cotswolds en trekt het jaarlijks honderdduizenden bezoekers.
In Bourton-on-the-Water, dat als dorp meer inwoners telt dan naburige marktstadjes als Burford en Stow-on-the-Wold, bevinden zich nog enkele toeristische attracties: het vogelpark Birdland, het Cotswold Motoring Museum (bekend als de standplaats van Brum uit de gelijknamige tv-serie) en het miniatuurdorp The Model Village (1937), waar het dorp in de schaal 1:9 is nagebouwd. Het was in 2013 het eerste miniatuurdorp dat op de Engelse monumentenlijst terechtkwam.
Het dorp is de standplaats van Pulham's Coaches, het bedrijf dat in de streek het openbaar busvervoer verzorgt. Van 1862 tot 1962 werd Bourton-on-the-Water ook bediend door een spoorlijn. 